# Chastel-Arnaud
 Chastel-Arnaud  es una población y comuna francesa, en la región de Ródano-Alpes, departamento de Drôme, en el distrito de Die y cantón de Saillans.

## Demografía
| 12 | 7 | 10 | 13 | 16 | 36 |
| Para los censos de 1962 a 1999 la población legal corresponde a la población sin duplicidades (Fuente: INSEE [Consultar]) |   |    |    |    |    |